# Cvat
Cvat (inflorescencija) predstavlja skup cvjetova na zajedničkoj cvjetnoj stapki. Grupiranje cvjetova olakšava oprašivanje, jer kukci za kratko vrijeme obiđu više cvjetova kada su oni grupirani i lakše ih uočavaju u lišću. Isto tako, cvatovi s puno sitnih cvjetova lakše se pokreću zrakom, što je važno za biljke, koje se oprašuju vjetrom.
Granjanje cvatova može biti: dihotomsko, monopodijalno (racemozno) ili simpodijalno (cimozno).

## Grozdasti (racemozni) cvatovi
- grozd
- klas
- gronja
- klip
- štitac
- glavica
- sastavljeni štitac
- metlica

Vreteno ovih cvatova grana se monopodijalno, tako što stapka dugo raste, a od nje se oblikuju bočne grane s cvjetovima, pa se tek na kraju na njenom vrhu razvija cvijet. Najmlađi cvijet je uvijek onaj na vrhu vretena.
Vrste racemoznih cvatova su:
1. grozd, kod kojega se na dugačkom vretenu nalaze cvjetovi na drškama iste dužine;
2. klas, na dugačkom vretenu se nalaze sjedeći cvjetovi;
3. gronja je grozd samo što su cvjetne drške različitih dužina, donji, stariji cvjetovi imaju duže drške;
4. klip je isto što i klas samo što je vreteno valjkasto i zadebljalo; 
5. štit, s kratkog vretena polaze zrakasto raspoređene drške iste dužine; 
6. glavica, vreteno je prošireno, kratko, zadebljalo i na njemu se nalaze sjedeći cvjetovi;
7. složen štit, s kratkog vretena polaze štitovi;
8. metlica je sastavljena od većeg broja grozdova ili klasova.

## Račvasti (cimozni) cvatovi
- kovrčica
- svitak
- dvokraki paštitac
- višekraki paštitac

Vreteno se grana simpodijalno, tako što vrlo rano završava rast donošenjem cvijeta pa se ispod njega razvijaju jedna ili veći broj bočnih grana. Tako je cvijet prve osi najstariji.
Ovisno od toga koliko se bočnih osi (jedna, dvije ili veći broj) oblikuje poslije prve razlikuju se tri tipa ovih cvatova:
1. jednokraki cvat ili monohazij (kovrčica, svitak) ;
2. dvokraki cvat ili dihazij i
3. višekraki cvat ili plejohazij.

## Galerija
- grozd
- klas
- gronja
- štitac
- klip
- glavica
- kovrčica
- dvokraki paštitac